# Partido Republicano Turco
El Partido Turco Republicano (en turco: Cumhuriyetçi Türk Partisi, CTP; en griego: Ρεπουμπλικανικό Τουρκικό Κόμμα, romanizado: Repoublikanikó Tourkikó Kómma) es un partido político socialdemócratade Chipre del Norte. El partido fue fundado en 1970 por Ahmet Mithat Berberoğlu, un abogado, en oposición al liderazgo de Fazıl Küçük y Rauf Denktaş.
El 30 de junio de 2008, el Partido Republicano Turco se convirtió en miembro consultivo de la Internacional Socialista (con el voto favorable de todos los miembros, excepto el Movimiento por la Socialdemocracia de los grecochipriotas). En 2014, pasó a ser miembro pleno de la organización.

## Políticas e ideología
El CTP es un partido político socialdemócrata, ubicado en el centroizquierda del espectro político.Durante la Guerra Fría, el partido adoptó una postura prosoviética, especialmente bajo el liderazgo de Özker Özgür.Sin embargo, nunca se definió explícitamente como comunista. Bajo la dirección de Özgür, el partido mantuvo reuniones de acercamiento con el Partido Progresista del Pueblo Obrero (AKEL), un partido de izquierda dominado por grecochipriotas. Con Mehmet Ali Talat, el partido se desplazó hacia su actual posición de izquierda moderada.
Sobre la cuestión de Chipre, el CTP tradicionalmente adopta un enfoque pragmático y apoya la reunificación de la isla.Durante la presidencia del exlíder del CTP Mehmet Ali Talat, el partido encabezó las negociaciones de reunificación con la República de Chipre.

## Resultados electorales

### Parlamentarias
| Elección | Votos     | Votos | Votos  | Escaños | Escaños | Rol político               | Notas                                               |
| Elección | #         | %     | Puesto | #       | ±       | Rol político               | Notas                                               |
| -------- | --------- | ----- | ------ | ------- | ------- | -------------------------- | --------------------------------------------------- |
| 1976     | 97,637    | 12.9  | 3°     | 2/50    | Nuevo   | Oposición                  |                                                     |
| 1981     | 152,805   | 15.1  | 3°     | 5/40    | 3       | Oposición                  |                                                     |
| 1985     | 317,843   | 21.4  | 3°     | 12/50   | 7       | Oposición                  |                                                     |
| 1990     | 776,418   | 44.5  | 2°     | 16/50   | 4       | Oposición                  | En alianza con el Partido por la Lucha Democrática. |
| 1993     | 433,134   | 24.2  | 3°     | 13/50   | 3       | Gobierno: Coalición CTP–DP |                                                     |
| 1998     | 145,874   | 13.4  | 4°     | 6/50    | 7       | Oposición                  |                                                     |
| 2003     | 469,279   | 35.2  | 1°     | 19/50   | 13      | Gobierno: Coalición CTP–DP |                                                     |
| 2005     | 577,444   | 44.5  | 1°     | 24/50   | 5       | Gobierno: Coalición CTP–DP |                                                     |
| 2009     | 415.574   | 29.2  | 2°     | 15/50   | 9       | Oposición                  |                                                     |
| 2013     | 477,209   | 38.4  | 1°     | 21/50   | 6       | Gobierno: Coalición CTP–DP | Oposición desde 2016                                |
| 2018     | 1,121,478 | 20.9  | 2°     | 12/50   | 9       | Coalición CTP–HP–TDP–DP    | Oposición desde 2019                                |
| 2022     | 1,597,137 | 32.0  | 2°     | 18/50   | 6       | Oposición                  |                                                     |